# In situ
In situ är latin och betyder ’på plats’. I olika sammanhang kan frasen ha olika innebörd.

## Arkeologi
Inom arkeologin används begreppet in situ för att beteckna att ett arkeologiskt fynd ligger kvar i orört läge på fyndplatsen.

## Biologi
Inom medicin och biologi syftar det på en intakt cell eller vävnad. Till skillnad från in vivo behöver inte cellen eller vävnaden vara vid liv. En vanlig teknik för att studera lokalisation av ett m-RNA transkript eller ett protein på cellnivå är In situ hybridisering.

## Kemi
Inom kemiteknik innebär in situ att en reaktant bildas direkt som en produkt av en reaktion mellan andra reaktanter. Metoden används när man behöver använda farliga eller instabila kemikalier i en process.

## Konst
Inom konsten innebär in situ att ett konstverk är gjort för en speciell plats. Se vidare: Platsspecifik konst.

## Medicin
Cancer in situ innebär elakartade cancerceller utan spridning till omgivande vävnad. Beroende på hur och var den är lokaliserad kan den oftast tas bort med kirurgi.

## Mätteknik
Inom mätteknik, (t.ex. kemiska sammansättningen hos en vätskeström i en processindustri) betyder det att analysen sker kontinuerligt eller intermittent med hjälp av automatisk utrustning direkt i röret. Analysen kan ske med till exempel joniserande strålning, mikrovågor eller fluidens inverkan på en ljusstråle. Motsats till in situ är in vitro, där prov tas ut för analys på laboratorium.
Inom rymdforskning används begreppet in situ i motsats till fjärranalys. Till exempel kan norrskenet studeras med fjärranalys från marken med kameror och magnetometrar, eller in situ med mätutrustning ombord på raketer eller satelliter som passerar genom norrskenet.